# Magnesiohögbomita-6N12S
La magnesiohögbomita-6N12S és un mineral de la classe dels òxids que pertany al subgrup de la magnesiohögbomita.

## Característiques
La magnesiohögbomita-6N12S és un òxid de fórmula química Mg₅Al₁₁TiO₂₃(OH). Va ser aprovada com a espècie vàlida per l'Associació Mineralògica Internacional l'any 2020, sent publicada l'any 2022. Cristal·litza en el sistema trigonal. La seva duresa a l'escala de Mohs és 6,5.
L'exemplar que va servir per a determinar l'espècie, el que es coneix com a material tipus, es troba conservat a les col·leccions mineralògiques del Museu Canadenc de la Natura, al Quebec (Canadà), amb el número de catàleg: cmnmc 87484.

## Formació i jaciments
Va ser descoberta a l'àrea de Dewitts Corners, a la loclaitat de Bathurst, dins el comtat de Lanark (Ontario, Canadà), sent l'únic a tot el planeta on ha estat descrita aquesta espècie mineral.